# 富士通ソーシアルサイエンスラボラトリ
株式会社富士通ソーシアルサイエンスラボラトリ（ふじつうソーシアルサイエンスラボラトリ、英: FUJITSU SOCIAL SCIENCE LABORATORY LIMITED）は、かつて存在したシステムインテグレーションサービス、ソフトウェア開発などを行う富士通の連結子会社（完全子会社）である。2021年4月に富士通に吸収された。

## 沿革
- 1972年7月 - 株式会社ソーシアルサイエンスラボラトリ設立
- 1975年12月 - 富士通株式会社が資本参加
- 1976年 - 日本電信電話公社向け「DIPS」開発業務へ進出
- 1978年 - ユーザアプリケーション開発業務へ進出
- 1982年 - 株式会社富士通ソーシアルサイエンスラボラトリに社名変更
- 1990年 - 通商産業大臣認定 『システムインテグレータ』取得
- 1991年
  - 3月 - 名古屋システムセンターを開設
  - 12月 - 大阪システムセンターを開設
- 1993年5月 - 富士通と共同で富士通ミドルウェア (FMW)を設立
- 1995年7月 - 本社を川崎市中原区武蔵小杉タワープレイスに移転
- 1996年7月 - ISO 9001認証を取得
- 1998年7月 - 東海事業所刈谷分室を開設
- 2000年
  - 3月 - ISO 14001認証を取得
  - 11月 - ソリューション商品体系『Powered Solution』発表
- 2003年7月 - BS7799およびISMS認証取得
- 2005年11月 - 株式会社SSLパワードサービス設立[1]
- 2006年 - ISO27001認証取得
- 2008年 - PMS認証取得、IMS認証取得
- 2011年 - 情報セキュリティ格付「A+is（シングル・エー・プラス）取得
- 2012年 - ブラック企業大賞2012「業界賞」をフォーカスシステムズともに受賞[2]。
- 2017年7月 - 株式会社富士通SSLハーモニー設立[3]
- 2021年4月 - 富士通株式会社に吸収合併

## 事業所
- 本社（神奈川県川崎市中原区）
- 関西事業所（大阪府大阪市中央区）
- 東海事業所（愛知県名古屋市中村区）
- 東海事業所 刈谷分室（愛知県刈谷市相生町）